# آخر مخرج إلى بروكلين (أغنية)
آخر مخرج إلى بروكلين (بالإنجليزية: Last Exit to Brooklyn)‏ هي أغنية للمجموعة الموسيقية الألمانية مودرن توكينغ، وتضم مغني الراب الأمريكي إريك سينجلتون. تم إصدارها في أبريل 2002 كأغنية ثانية من ألبومهم العاشر أمريكا. الأغنية المنفردة التي تم إصدارها في 7 مايو 2001، حققت نجاحًا معتدلًا، حيث أمضت خمسة أسابيع فقط على الرسم البياني الألماني الفردي وبلغت ذروتها في المرتبة 41 فقط. «آخر مخرج إلى بروكلين» رسمت بالمثل في النمسا وبلغ ذروتها في المرتبة 44 و 94 في سويسرا. الفردى؛ ومع ذلك، تمكنت من رسم خريطة أفضل في روسيا، حيث بلغت ذروتها في رقم 7.

## قائمة التشغيل
CD-Maxi Hansa 74321 85979 2 (BMG) / EAN 0743218597923 07.05.2001
1. «آخر مخرج إلى بروكلين» (تحرير إذاعي) - 3:16
2. «آخر مخرج إلى بروكلين» (نسخة راب) - 2:46
3. «آخر مخرج إلى بروكلين» (النسخة الموسعة) - 5:28
4. «آخر مخرج إلى بروكلين» (ريمكس صوتي) - 4:58
5. «آخر مخرج إلى بروكلين» (ريمكس راب) - 4:59